# مجلس الاتحاد العراقي
مجلس الاتحاد العراقي هو مجلس يضم ممثلين عن الأقاليم والمحافظات غير المنتظمة في إقليم وينظم تكوينه، وشروط العضوية فيه، واختصاصاته، وكل ما يتعلق به بقانون يُسن بأغلبية ثلثي أعضاء مجلس النواب، ويشكل هذان المجلسان السلطة التشريعية الاتحادية وفق المادة (48) الباب الثالث الفصل الأول من الدستور والتي تنص «تتكون السلطة التشريعية الاتحادية من مجلس النواب ومجلس الاتحاد». ولكن للأسف إلى الآن لم يشكل في السلطة التشريعية الاتحادية سوى مجلس النواب باعتباره السلطة التشريعية العليا في العراق إلا إن مجلس الاتحاد لم يتم تشكيله ولا حتى تشريع قانونه من قبل الدورة الأولى لمجلس النواب كما نصت على ذلك المادة (65) من الدستور (المشار إليها آنفا)